# Saint-Leu-d'Esserent

Saint-Leu-d'Esserent este o comună în departamentul Oise, Franța. În 1 ianuarie 2022 avea o populație de 4.576 de locuitori.